# Elektrolizer
Elektrolizer – urządzenie, w którym przeprowadzana jest elektroliza, czyli rozkład elektrolitu pod wpływem zewnętrznego źródła prądu elektrycznego.